# Iouri Stoïanov
Pour les articles homonymes, voir Stoyanov.
Iouri Nikolaïevitch Stoïanov (en russe : Юрий Николаевич Стоянов), né le 10 juillet 1957 à Borodino, dans l'oblast d'Odessa, en RSS d'Ukraine, est un acteur soviétique, puis russe. Il a été fait artiste du peuple de la fédération de Russie en 2001. Il est l'auteur, le réalisateur et l'interprète, avec son partenaire Ilia Lvovitch Oleïnikov, de la série télévisée La Petite Ville.

## Biographie
Iouri Nikolaïevitch Stoïanov naît le 10 juillet 1957 dans le village de Borodino, au sud d'Odessa, d'une mère médecin gynécologue, Ievguenia Leonidovna Stoïanova (décédée en 1993), et d'un père, bulgare, Nicolaï Gueoguievitch Stoïanov, professeur pédagogue, directeur du collège pédagogique d'Odessa, né le 21 juin 1933, travailleur émérite de l'instruction pour l'Ukraine.
Il étudie à la 27e école d'Odessa. Sa mère en est la sous-directrice et y enseigne la langue et la littérature ukrainienne.
Dès l'enfance, Iouri commence à écrire des vers, jouer de la guitare, pratiquer l'escrime. Il étudie ensuite l'art dramatique aux studio de cinéma d'Odessa.
Diplômé de l'Académie russe des arts du théâtre (RATI, futur GITIS) de Anatoli Vassilievitch Lounatcharski, en 1978, il joue ensuite au Grand Théâtre dramatique de Gueorgui Alexandrovitch Tovstonogov, jusqu'en 1995.
De 1993 à 2012, il joue avec son compère, Ilia Oleïnikov, dans la mini-série télévisée La petite ville qui compte 439 épisodes. Chaque épisode est composé de divers rubriques à thème: famille, enfance, école, armée, journalisme, commerce, agriculture, etc. Dans La petite ville Stoïanov et Oleinikov ont joué au total plus de 6 000 personnages différents, parmi eux, Ivan Soussanine, Vladimir Lénine, Albert Einstein, Lavrenty Beria, Vladimir Jirinovski, Mao Zedong. Le seul personnage permanent du programme était le clochard prénommé Modest interprété par Stoïanov, qui est devenu un personnage culte. Le programme remporte à quatre reprises le prix TEFI dans la nomination : en 1999 et 2002 dans la catégorie "Le meilleur programme de divertissement", et en 1996 et 2001 dans la catégorie "Les meilleurs présentateurs de programme de divertissement". Le programme est fermé en novembre 2012 en raison du décès d'Ilia Oleïnikov.
De 2013 à 2015, il présente l'émission La Grande famille sur la chaîne Kultura. Parallèlement, de l'automne 2013 à 2015, il a également animé l'émission de musique En direct sur la chaîne Rossiya 1.

## Filmographie
- 1993 : La Petite Ville (Городок, Gorodok), TV
- 2007 : 12 de Nikita Mikhalkov : juré no 6 (le producteur)
- 2008 : Hitler est kaput ! (Гитлер капут!) de Marius Waisberg : Martin Bormann
- 2010 : L'Homme à la fenêtre (ru) (Человек у окна) de Dmitri Meskhiev pour lequel il reçut le prix du meilleur rôle masculin lors de la 18e édition du Festival du cinéma russe à Honfleur[2].

## Récompenses
- Aigle d'or du meilleur rôle masculin, pour le film 12 de Nikita Mikhalkov
- Festival du cinéma russe à Honfleur 2010 : Prix du meilleur acteur pour son rôle dans L'Homme à la fenêtre[3].
- Ordre de l'Honneur (2012)
- Ordre d'Alexandre Nevski (2018)